# Сантарканджело ди Романя
Сантарка̀нджело ди Рома̀ня (на италиански: Santarcangelo di Romagna, на местен диалект Sant'Arcanzal, Сант'Аркандзал) е град и община в Северна Италия, провинция Римини, регион Емилия-Романя. Разположен е на 42 m надморска височина. Населението на града е 21 409 души (към 2010 г.).